# Sonderbund österreichischer Künstler
Der Sonderbund österreichischer Künstler in Salzburg war eine Gründung Anton Faistauers im Jahre 1925. Die Mitglieder rekrutierten sich zum Teil aus der aufgelösten Künstlervereinigung Der Wassermann, wie etwa Maria Cyrenius, Wilhelm Kaufmann, Georg Jung, Robert Wittek von Saltzberg, Elfriede Mayer, Franz Schrempf, Emma Schlangenhausen, Luise Spannring. Hinzu kamen die Schüler Faistauers Theodor Kern, Anton Steinhart, Josef Schulz und die weiteren Maler Rudolf Dimai, Georg Jung, Poldi Wojtek, Hilde Heger, Slavi Soucek, Alberto Susat, Sibylle Le Gay, Franz Schaffgotsch, Erich Wulz, Willy Eder, der Schriftsteller Karl Heinrich Waggerl und die Bildhauer Roland von Bohr und Hans Pontiller. Zudem gehörten dem neuen Sonderbund alle ehemaligen Mitglieder des „Österreichischen Sonderbundes in Wien“, umgewandelt in Kunstschau, an.
Erstmals trat der Sonderbund im Sommer 1925 mit einer Ausstellung in der Großen Aula der ehemaligen Universität Salzburg in Erscheinung. Dieser Raum war mit Bedacht wegen seiner räumlichen Nähe zu den bereits damals international renommierten Salzburger Festspielen gewählt. Beiträge zu dieser Ausstellung lieferten u. a. die Architekten Clemens Holzmeister und Peter Behrens. Auch 1928 konnte der Sonderbund wieder in der Großen Aula einen repräsentativen Querschnitt des künstlerischen Schaffens in Deutschland und in Österreich anbieten (inklusive des Expressionismus und des Konstruktivismus), während der Salzburger Kunstverein im Carabinierisaal der Residenz mit der Ausstellung „Ein halbes Jahrhundert Salzburger Kunst!“ auf provinziellem Niveau verblieb.
Der Sonderbund wurde im Zuge der Gleichschaltung des Kunst- und Kulturbetriebes durch die Nationalsozialisten im Jahre 1938 aufgelöst.